# Auguste Comte
Isidore Auguste Marie François Xavier Comte, född 19 januari 1798 i Montpellier, död 5 september 1857 i Paris, var en fransk polyhistor, sociolog och filosof. Han anses vara grundare av positivismen och är även betraktad som en av grundarna till sociologin..

## Biografi
Comte föddes i ett strängt katolskt hem. Han studerade från 1814 vid École Polytechnique i Paris och anslöt sig tidigt till Saint-Simon, vars inflytande röjer sig även i Comtes skrifter. Han kom dock vid sina teoribildningar att fästa större vikt vid vetenskapen och i synnerhet naturvetenskaperna än denne. Sina första mer självständiga idéer framlande han i Plan des traveaux scientifiques nécessaire pour réorganiser la société (1822). Genom detta sitt första verk vann han erkännande av bland andra François Guizot och Alexander von Humboldt. Han kom dock genom att anses ha framfört materialistiska åsikter att utestängas från alla officiella lärostolar, och tvingades försörja sig genom att ge privatlektioner i matematik och med hjälp av bidrag från vänner och meningsfränder. 1832-1851 var han sedan vikarierande lärare (repetitör) vid samma högskola, och försörjde sig på denna inkomst. Mot slutet av sitt liv erhöll han ett årligt underhåll av sina vänner. 1826 drabbades han av mentalsjukdom med suicidala tankar, och han försökte dränka sig i Seine, men blev räddad och tillfrisknade. Omkring år 1845 fattade han en överspänd kärlek till fru Clotilde de Vaux, och denna kärlek utövade ett väsentligt inflytande på hans livsåskådning och författarskap.

## Författarskap
Bland Comtes skrifter intar Cours de philosophie positive (1830-1842; 5:e uppl. 1893-1894) främsta rummet. Dessutom författade han Système de politique positive, ou traité de sociologie, instituant la religion de l'humanité (1852-1854; 3:e uppl. 1890 ff.), Catéchisme positiviste (1852; senast 1891), Appel aux conservateurs (1855), Synthèse subjective (1856; 2:a uppl. 1900) m. fl. På svenska har Anton Nyström översatt Framställning öfver den positive anden (1875), Positivistisk kalender eller tablå öfver mensklighetens utveckling. Patent, l blad (s. å.) och Religionens väsende och mensklighetsbegreppet (1881). Under titeln Allmän öfversigt af positivismen har den sammanfattning av systemets grundtanke, som ingår i första delen av Politique positive, översatts till svenska med förord av Anton Nyström (1896).

## Comte och sociologin
Följande stycke är ett utdrag ur artikeln: sociologi
Sociologin hade en dubbelhet för Comte, den var inte vilken vetenskap som helst, den var inte bara vetenskapen om samhället, utan den var vetenskapen som kom efter alla andra vetenskaper. Som den slutgiltiga vetenskapen, måste den brottas med att koordinera utvecklingen för alla andra vetenskaper och kunskapsmassan. Sociologin var alltså vetenskapen som på absolut högst abstraktionsnivå. I och med sociologins grundande ansåg Comte att kunskapen hade tagit sig ett grepp om det sista domän som tidigare hade förringats och setts som totalt otillgängligt för kunskapen.
Många människor trodde på den här tiden att sociala fenomen var så enormt komplexa att det omöjligen gick att tillägna sig någon som helst kunskap om dem.
Grundandet av den samhälleliga vetenskapen konstituerade därav en vändpunkt för mänskligheten enligt Comte. Det blev först nu möjligt för människorna att erhålla ett visst inflytande över sitt kollektiva öde, och förkasta en viss del av vidskepelsen från tidigare epoker. För att garantera en harmonisk utveckling av den vetenskapliga totaliteten, var en vetenskap tvungen att axla en dominant ställning. Denna ställning hade tidigare spelats av matematiken, men Comte var angelägen om att påminna om att "en vagga inte är en tron".
Människans uppfattning om sig själv, var för Comte istället tvungen att ta den ledande positionen i den totala kunskapsutvecklingen. För Comte kan alltså ingen hävda sig vara sociolog som inte hade en solid, rent encyklopedisk bildning, en bildning som inte har någon plats för samtida konstruktioner som exempelvis "ekonomi", utan snarare lägger tonvikt vid biologin, vilken Comte såg som den första vetenskapen som överhuvudtaget hanterade organiserade varelser.
Comtes syn på sociologin skiljer sig dock mycket väsentligt från samtida sociologers syn på sociologin.

## Positivismen
Comte var grundläggaren av positivismen (en term myntad av Henri de Saint-Simon) och den förste som satte denna filosofiska åsikt i system. Det finns enligt honom tre former av världsåskådning: den teologiska, den metafysiska och den positiva. Den första uppfattar allt som styrt av levande viljor: antingen så att varje naturföremål är besjälat, eller så att olika områden av naturen befinner sig under olika högre väsendens omedelbara inflytande, eller så att världen är skapad och styrd av en enda gud. Även den metafysiska världsåskådningen skiljer mellan det konkreta tinget och det inre väsende som ligger till grund för dess egenskaper och yttringar, men uppfattar detta väsende som en omedveten och begreppsartad verklighet. Vid högre utbildning uppfattar denna åsikt den blinda naturkraften som alltings grund. Enligt positivismen är människans kunskap inskränkt till företeelserna och, strängt taget, till deras lagar eller konstanta förhållanden. Denna indelning av de olika försöken till världsförklaring tillämpar Comte på alla områden av det mänskliga vetandet, och däri ligger hans originalitet. På varje särskilt område för sin eftertanke, menar Comte, börjar människan med den teologiska, fortgår till den metafysiska och slutar med den positiva uppfattningen.

## Vetenskapsteori

Comtes teori angående vetenskapen – enligt Comte består vetenskapen av teoretisk och praktisk kunskap. Teoretisk kunskap härrör till fält som fysik och biologi, där forskningsobjektet är nog detaljerat som i botanik, zoologi, eller geologi. Fält som sociologi, matematik, biologi, kemi och fysik kan således rangordnas i en hierarki gällande forskningsomfång respektive komplexiteten i de teoretiska verktygen vars komplexitet ter sig i relation till komplexiteten i det empiriskt undersökta. Tidigare vetenskaper är alltså baserade på tidigare vetenskapers landvinningar. Vetenskaper klassificerade som tidigare, är alltså mindre avancerade än de senare.

Enligt Comte bildar vetenskaperna sinsemellan ett system av över- och underordnade delar. De abstrakta vetenskaperna, som betraktar lagarna för tingens förändringar, föregår även i tiden de konkreta, som betraktar själva tingen, eftersom man inte kan begripa dessa utan att känna lagarna för deras uppkomst och förändring. Så är till exempel fysiologin abstrakt, eftersom den handlar om lagarna för det organiska livet utan att fästa sig vid bestämda former av det, medan däremot zoologin, som betraktar de givna djurformerna, är konkret. Varje senare vetenskap upptar i sig de föregående, med tillägg av några speciellare satser, i följande ordning: aritmetik, geometri, mekanik, astronomi, fysik, kemi, biologi och sociologi. Därvid är det möjligt, att en abstraktare vetenskap, till exempel astronomin, redan kan ha hunnit fram till den positiva ståndpunkten, medan de följande stannat på lägre. Comte fordrar således, att vetenskaperna skall bilda ett sammanhängande helt, och han har i "vetenskapens filosofi" undersökt de sätt som kan föra samman varje särskild vetenskap till ett helt. Däremot anser han att en undersökning av tänkandets allmänna lagar och former, eller en allmän vetenskaplig metod, är omöjlig. Han har således varken uppställt någon lära om induktionen eller sökt något kriterium på sanningen, men lämnar i stället ett stort spelrum åt den personliga böjelsen och smaken. Likaledes förnekar Comte att psykologin är möjlig och överlämnar åt frenologin att förklara de moraliska och intellektuella yttringar som vi finner hos andra människor.[källa behövs] Sitt eget inre själsliv kan man, enligt Comte, inte observera, eftersom själva iakttagandet upphäver den mentala verksamhet som skulle utgöra föremål för iakttagelsen. Det hela slutade dock med att Comte bildade en egen religion.

## Samhällsåskådning
Comte ägnade den största delen av sitt arbete åt att göra samhällsläran till en vetenskap. Den rätta metoden för detta ansåg han var att härleda de allmänna lagarna för människonaturen ur biologin och sedan bekräfta dessa genom överensstämmelsen med de empiriska lagar för samhällenas liv som man får genom induktion ur historien. Samhället grundar sig på människans naturliga böjelse för samlevnad och inbördes välvilja. Dess utveckling består i att underordna de djuriska böjelserna under de mänskliga. Det ledande i utvecklingen är intelligensen. Comte förespråkar därför en andlig myndighet i staten, skild från den världsliga, som handhas av bankirer.

## Filosofi
Under inflytande av personliga förhållanden modifierade han sin åsikt och gav en religiös betydelse åt den positiva filosofin. Som föremål för religionen satte han mänskligheten, som han kallade "le grand être" (det stora väsendet). Han betraktade sig själv som mänsklighetens överstepräst. Mänskligheten fyller människans behov av ett oändligt. Hon förtjänar kärlek, ty från andra människor har vi allt gott. Hon gör anspråk på vår vördnad när vi bevarar dem i minnet som levat och verkat för det allmännas bästa. Comte utsträcker mänskligheten även till de djur som tjänar människan. För att alla människor skall kunna bilda ett helt krävs att individen uppoffrar alla intressen som inte är nödvändiga för människosläktets goda. Den högsta sedelagen bjuder således "att leva för andra". Comte ansåg även att himlakropparna hade anspråk på människans tacksamhet och vördnad, eftersom de offrat en del av sitt liv för människans skull.

## Religiösa slutsatser
I sitt främsta verk förnekar nämligen Comte inte möjligheten av en högre verklighet bakom företeelserna, men anser det omöjligt att finna visshet om detta. Det som styr världen kan lika väl vara blind mekanism som gudomlig avsikt; men analogin talar för det senare. När Comte på sin senare ståndpunkt underordnar förståndet under hjärtat, säger han, att man bör föreställa sig något högre bakom företeelserna, och fattar då den universella affekten, eller kärleken, såsom besjälande allt. Vetenskaperna betraktar Comte på detta utvecklingsstadium från subjektiv synpunkt och ordnar dem inte med avseende på deras objektiva sammanhang, utan efter deras nytta. Att anställa vetenskapliga forskningar som inte är nyttiga är därför osedligt.
Comte skapade en religion som han kallade Religion de l'Humanité (Mänsklighetens religion). Anhängare av denna religion har bland annat byggt positivistiska kapell i Brasilien och Frankrike till mänsklighetens och vetenskapens ära. I centrum av Brasiliens flagga ser vi en himmelsglob och över denna ett band med texten Ordem e progresso, Ordning och framsteg. Detta är ett av den positivistiska rörelsens centrala slagord.

## Comtes inflytande
Comtes lära vann tidigt många anhängare i Frankrike och England och något senare även i Tyskland och Italien. Jfr M. P. E. Littré, Auguste Comte et la philosophie positive (1864) och Auguste Comte et Stuart Mill (1866), John Stuart Mill, Auguste Comte and the positivism (1865), samt Anton Nyström, Positivismen, en systematisk framställning af denna lära jämte en biografi öfver dess grundläggare Auguste Comte (1879).
På platsen vid Sorbonne avtäcktes 18 maj 1902 en minnesvård över honom, en marmorbyst med allegoriska figurer av Jean Antoine Injalbert.

## Svenska översättningar
- Positivistisk kalender eller tablå öfver mensklighetens utveckling (översättning Anton Nyström, 1875)
- Framställning öfver den positive anden (översättning Anton Nyström, Ebeling, 1875)
- Religionens väsende och mensklighetsbegreppet (översättning L.N. (dvs. Louise Hamilton), 1881)
- Religionens väsende och mensklighetsbegreppet (översättning A. N (dvs. Anton Nyström), Looström, 1883)
- Allmän öfversigt af positivismen (Discours préliminaire sur l'esprit positif) (öfversättning af L. N. (dvs. Louise Hamilton) och C. B., med ett företal af Anton Nyström, Bonnier, 1896)
- Om positivismen (Discours préliminaire sur l'esprit positif) (översättning Otto Mannheimer, Korpen, 1979)